# Mercedes-Benz Citaro CNG

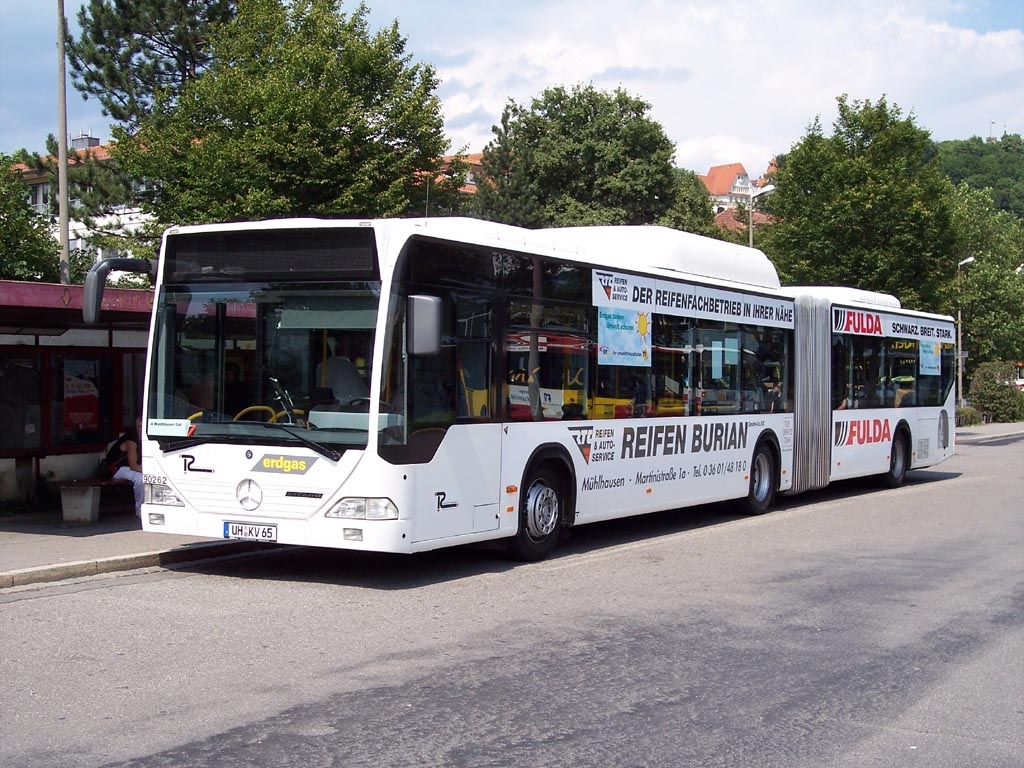
Autobus articulé au gaz naturel Citaro O 530 G GNC

Le Mercedes-Benz Citaro CNG (CNG signifie «Compressed Natural Gas») est la version au gaz naturel de la gamme d'autobus Mercedes-Benz Citaro. Les véhicules sont fabriqués sous forme d'autobus standards ou articulés et vendus par EvoBus.

## Technologie

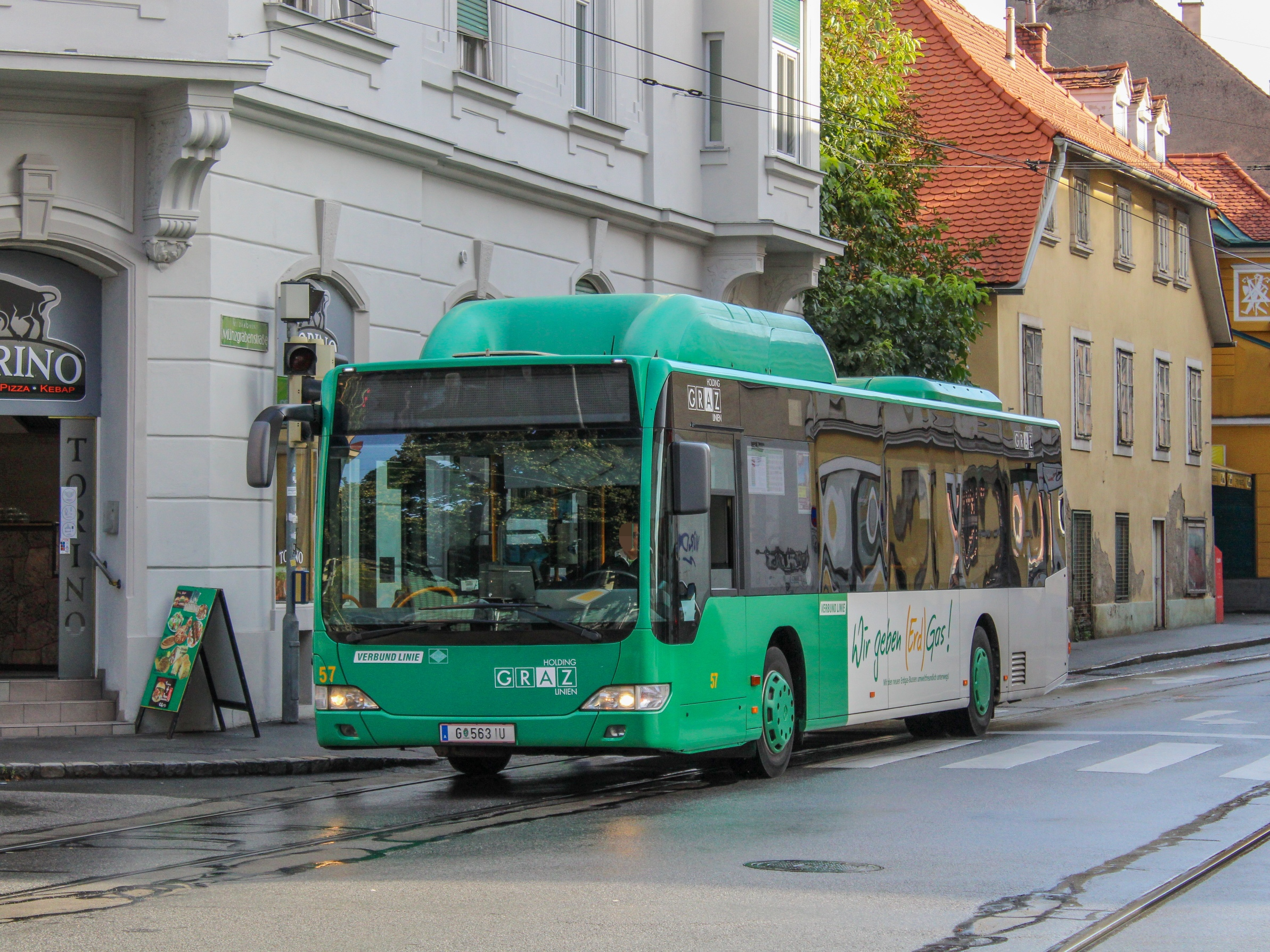
Autobus standard au gaz naturel Citaro O 530 CNG du Graz Linien rénové

Le carburant est comprimé sur le toit à 200 bars dans des récipients en plastique sous pression contenant chacun 30 kg de gaz naturel. Ces conteneurs sont entourés d'une coque renforcée de fibre de carbone. Le moteur essence à 4 temps contient 6 cylindres.
- Constructeur : EvoBus/Mercedes
- Longueur de l'autobus articulé : 18 000 mm
- Longueur de l'autobus standard : 11 950 mm
- Largeur : 2 550 mm
- Hauteur jusqu'aux conteneurs de gaz : 3 390 mm
- Distance entre les essieux de l'autobus articulé : 5 850 mm
- Distance entre les essieux de l'autobus standard : 5 850 mm
- Autobus articulé à tare : 18 065 kg
- Autobus standard à tare : 12 700 kg
- Nombre de places assises et debout dans l'autobus articulé : 136
- Nombre de places assises at debout dans l'autobus standard : 77